# Хорабыр
Хорабы́р (чув. Хурапыр) — деревня в Красночетайском районе Чувашской Республики. Входит в состав Питеркинского сельского поселения.

## География
Находится в северо-западной части Чувашии на расстоянии приблизительно 3 км на юго-запад от границы районного центра села Красные Четаи.

## История
Известна с 1869 года, когда здесь было 235 жителей. В 1897 году было учтено 62 двора и 354 жителя, в 1926 — 98 дворов и 465 жителей, в 1939—575 жителей, в 1979—348. В 2002 году было 103 двора, в 2010 — 67 домохозяйств. В 1931 году был образован колхоз им. Ворошилова, в 2010 действовало ООО «Телей».

## Население
Постоянное население составляло 188 человек (чуваши 99 %) в 2002 году, 155 в 2010.

## Достопримечательности
Памятник И. В. Сталину.